# Szymon Kołakowski
Szymon Kołakowski (ur. 3 listopada 2003 w Warszawie) – polski koszykarz, występujący na pozycjach rozgrywającego, rzucającego obrońcy lub niskiego skrzydłowego, od 2023 zawodnik Krajowej Grupy Spożywczej Arki Gdynia.
9 sierpnia 2023 dołączył do Krajowej Grupy Spożywczej Arki Gdynia.

## Osiągnięcia
Stan na 2 maja 2024, na podstawie, o ile nie zaznaczono inaczej.

### Drużynowe
Seniorska
- Uczestnik rozgrywek międzynarodowych FIBA Europe Cup (2021/2022)

Młodzieżowe
- Mistrz Polski kadetów (2019)[4]

### Indywidualne
Młodzeżowe
- Zaliczony do I składu mistrzostw Polski kadetów (2019)[4]